# Rahim Hameed
Abdul-Rahim Hamed Aufi (23 de maio de 1963) é um ex-futebolista profissional iraquiano, que atuava como atacante.

## Carreira
Rahim Hameed fez parte do elenco da histórica Seleção Iraquiana de Futebol da Copa do Mundo de 1986 